# Wahlkreis Treptow-Köpenick 6
Der Wahlkreis Treptow-Köpenick 6 ist ein Abgeordnetenhauswahlkreis in Berlin. Er gehört zum Wahlkreisverband Treptow-Köpenick und umfasst seit der Abgeordnetenhauswahl 2006 die Gebiete Köpenick-Nord, Friedrichshagen und Rahnsdorf/Hessenwinkel.

## Abgeordnetenhauswahl 2023
Bei der Wahl zum Abgeordnetenhaus von Berlin 2023 traten folgende Kandidaten an:
| Name                              | Partei           | Anteil der Erststimmen | Anteil der Zweitstimmen |
| --------------------------------- | ---------------- | ---------------------- | ----------------------- |
| Maik Penn                         | CDU              | 31,6 %                 | 29,0 %                  |
| Dunja Wolff                       | SPD              | 18,4 %                 | 17,8 %                  |
| Carsten Schatz                    | Die Linke        | 18,0 %                 | 16,2 %                  |
| Georg Pazderski                   | AfD              | 12,0 %                 | 12,2 %                  |
| Jacob Zellmer                     | Grüne            | 11,7 %                 | 12,1 %                  |
| Stefan Förster                    | FDP              | 03,2 %                 | 03,6 %                  |
| Anika Hansen                      | Tierschutzpartei | 03,0 %                 | 02,1 %                  |
| Michael Knape                     | Freie Wähler     | 01,0 %                 | 00,5 %                  |
| Annemarie Kloß-Pattschull         | dieBasis         | 00,9 %                 | 00,6 %                  |
| Philipp Lindlahr                  | NPD              | 00,1 %                 | 00,1 %                  |
| Ulf Kurz                          | LKR              | 00,1 %                 | 00,1 %                  |
| –                                 | Die PARTEI       | –                      | 01,6 %                  |
| –                                 | Sonstige         | –                      | 04,1 %                  |
| Wahlberechtigte: 33.601 Einwohner |                  |                        |                         |
| Wahlbeteiligung: 69,6 %           |                  |                        |                         |

## Abgeordnetenhauswahl 2021
Bei der Wahl zum Abgeordnetenhaus von Berlin 2021 traten folgende Kandidaten an:
| Name                              | Partei           | Anteil der Erststimmen | Anteil der Zweitstimmen |
| --------------------------------- | ---------------- | ---------------------- | ----------------------- |
| Dunja Wolff                       | SPD              | 22,0 %                 | 21,2 %                  |
| Carsten Schatz                    | Die Linke        | 20,4 %                 | 19,6 %                  |
| Maik Penn                         | CDU              | 18,1 %                 | 16,5 %                  |
| Jacob Zellmer                     | Grüne            | 14,2 %                 | 13,5 %                  |
| Georg Pazderski                   | AfD              | 10,6 %                 | 10,4 %                  |
| Stefan Förster                    | FDP              | 06,6 %                 | 06,8 %                  |
| Anika Hansen                      | Tierschutzpartei | 03,3 %                 | 02,0 %                  |
| Annemarie Kloß-Pattschull         | dieBasis         | 02,1 %                 | 01,7 %                  |
| Michael Knape                     | Freie Wähler     | 01,9 %                 | 01,2 %                  |
| Judith Burmeister                 | LKR              | 00,3 %                 | 00,2 %                  |
| Philipp Lindlahr                  | NPD              | 00,3 %                 | 00,2 %                  |
| –                                 | Die PARTEI       | –                      | 01,8 %                  |
| –                                 | Sonstige         | –                      | 04,9 %                  |
| Wahlberechtigte: 33.802 Einwohner |                  |                        |                         |
| Wahlbeteiligung: 80,6 %           |                  |                        |                         |

## Abgeordnetenhauswahl 2016
Bei der Wahl zum Abgeordnetenhaus von Berlin 2016 traten folgende Kandidaten an:
| Name                              | Partei           | Anteil der Erststimmen | Anteil der Zweitstimmen |
| --------------------------------- | ---------------- | ---------------------- | ----------------------- |
| Carsten Schatz                    | Die Linke        | 25,5 %                 | 23,7 %                  |
| Karin Zehrer                      | SPD              | 25,3 %                 | 20,8 %                  |
| Bernd Stahlberg                   | AfD              | 18,9 %                 | 18,6 %                  |
| Maik Penn                         | CDU              | 17,4 %                 | 14,1 %                  |
| Axel Sauerteig                    | Grüne            | 09,9 %                 | 09,8 %                  |
| ?                                 | Piraten          | 02,3 %                 | 01,3 %                  |
| ?                                 | NPD              | 00,7 %                 | 00,6 %                  |
| –                                 | FDP              | 0–                     | 04,7 %                  |
| –                                 | Die PARTEI       | 0–                     | 01,7 %                  |
| –                                 | Tierschutzpartei | 0–                     | 01,7 %                  |
| –                                 | Graue Panther    | 0–                     | 01,0 %                  |
| –                                 | Sonstige         | 0–                     | 02,0 %                  |
| Wahlberechtigte: 33.253 Einwohner |                  |                        |                         |
| Wahlbeteiligung: 73,0 %           |                  |                        |                         |

## Abgeordnetenhauswahl 2011
Bei der Wahl zum Abgeordnetenhaus von Berlin 2011 traten folgende Kandidaten an:
| Name                              | Partei           | Anteil der Erststimmen | Anteil der Zweitstimmen |
| --------------------------------- | ---------------- | ---------------------- | ----------------------- |
| Renate Harant                     | SPD              | 31,0 %                 | 26,3 %                  |
| Carsten Schatz                    | Die Linke        | 26,8 %                 | 24,7 %                  |
| Maik Penn                         | CDU              | 20,0 %                 | 17,6 %                  |
| Marcus Worm                       | Grüne            | 13,7 %                 | 12,6 %                  |
| ?                                 | NPD              | 03,5 %                 | 02,9 %                  |
| ?                                 | Die Freiheit     | 02,3 %                 | 01,0 %                  |
| ?                                 | pro Deutschland  | 01,9 %                 | 01,2 %                  |
| ?                                 | BüSo             | 00,6 %                 | 00,2 %                  |
| –                                 | Piraten          | –                      | 08,9 %                  |
| –                                 | Tierschutzpartei | –                      | 01,3 %                  |
| –                                 | FDP              | 0–                     | 01,2 %                  |
| –                                 | Sonstige         | –                      | 02,1 %                  |
| Wahlberechtigte: 33.050 Einwohner |                  |                        |                         |
| Wahlbeteiligung: 68,0 %           |                  |                        |                         |

## Abgeordnetenhauswahl 2006
Bei der Wahl zum Abgeordnetenhaus von Berlin 2006 traten folgende Kandidaten an:
| Name                              | Partei         | Anteil der Erststimmen |
| --------------------------------- | -------------- | ---------------------- |
| Renate Harant                     | SPD            | 35,3 %                 |
| Ernst Welters                     | Die Linke      | 28,0 %                 |
| Oliver Scholz                     | CDU            | 15,5 %                 |
| Thomas Fischer                    | Grüne          | 07,2 %                 |
| Volker Thiel                      | FDP            | 05,0 %                 |
| Bernd Burger                      | NPD            | 04,1 %                 |
| Marco Brabetz                     | WASG           | 03,1 %                 |
| Daniel Büchner                    | Einzelbewerber | 01,0 %                 |
| Axel Busse                        | BüSo           | 00,7 %                 |
| Wahlberechtigte: 32.603 Einwohner |                |                        |
| Wahlbeteiligung: 63,5 %           |                |                        |

## Abgeordnetenhauswahl 2001
Der Wahlkreis Treptow-Köpenick 6 umfasste zur Abgeordnetenhauswahl am 21. Oktober 2001 die Gebiete Rahnsdorf, Wilhelmshagen, Hessenwinkel, Müggelheim, Wendenschloß, Kietzer Feld, Allende I, Allende II und Altstadt. Es traten folgende Kandidaten an:
| Name                              | Partei       | Anteil der Erststimmen |
| --------------------------------- | ------------ | ---------------------- |
| Norbert Pewestorff                | PDS          | 38,0 %                 |
| Renate Harant                     | SPD          | 28,0 %                 |
| Christian Schild                  | CDU          | 14,7 %                 |
| Ute Schäfer-Lutz                  | STATT Partei | 10,8 %                 |
| Bärbel König                      | FDP          | 05,5 %                 |
| David Przewozny                   | Grüne        | 02,9 %                 |
| Wahlberechtigte: 35.622 Einwohner |              |                        |
| Wahlbeteiligung: 69,1 %           |              |                        |

## Abgeordnetenhauswahl 1999
Der Wahlkreis Köpenick 3 umfasste zur Abgeordnetenhauswahl am 10. Oktober 1999 die Gebiete Rahnsdorf, Wilhelmshagen, Hessenwinkel, Müggelheim, Wendenschloß, Kietzer Feld, Allende I, Allende II und Altstadt. Es traten folgende Kandidaten an:
| Name                              | Partei | Anteil der Erststimmen |
| --------------------------------- | ------ | ---------------------- |
| Jochen Querengässer               | PDS    | 37,7 %                 |
| Klaus Schöneberg                  | CDU    | 32,8 %                 |
| Renate Harant                     | SPD    | 24,0 %                 |
| Antja Stantien                    | Grüne  | 03,9 %                 |
| Bärbel König                      | FDP    | 01,7 %                 |
| Wahlberechtigte: 34.145 Einwohner |        |                        |
| Wahlbeteiligung: 67,8 %           |        |                        |

## Abgeordnetenhauswahl 1995
Der Wahlkreis Köpenick 3 umfasste zur Abgeordnetenhauswahl am 22. Oktober 1995 die Gebiete Rahnsdorf, Wilhelmshagen, Hessenwinkel, Müggelheim, Wendenschloß, Kietzer Feld, Allende I, Allende II und Altstadt. Elke Baum (PDS) erhielt in diesem Wahlkreis die meisten Erststimmen.
| Name                              | Partei     | Anteil der Erststimmen | Anteil der Zweitstimmen |
| --------------------------------- | ---------- | ---------------------- | ----------------------- |
| Elke Baum                         | PDS        | 30,9 %                 | 30,2 %                  |
|                                   | SPD        | 26,8 %                 | 25,1 %                  |
|                                   | CDU        | 25,9 %                 | 26,7 %                  |
|                                   | Grüne      | 09,4 %                 | 08,5 %                  |
|                                   | FDP        | 01,9 %                 | 01,4 %                  |
|                                   | REP        | 02,9 %                 | 02,7 %                  |
|                                   | Bürgerbund | 02,3 %                 | 00,7 %                  |
| Wahlberechtigte: 30.933 Einwohner |            |                        |                         |
| Wahlbeteiligung: 67,9 %           |            |                        |                         |

## Bisherige Abgeordnete
Direkt gewählte Abgeordnete des Wahlkreises Treptow-Köpenick 6 (bis 1999: Köpenick 3):
| Jahr | Name                | Partei    | Anteil der Erststimmen |
| ---- | ------------------- | --------- | ---------------------- |
| 2023 | Maik Penn           | CDU       | 31,6 %                 |
| 2021 | Dunja Wolff         | SPD       | 22,0 %                 |
| 2016 | Carsten Schatz      | Die Linke | 25,5 %                 |
| 2011 | Renate Harant       | SPD       | 31,0 %                 |
| 2006 | Renate Harant       | SPD       | 35,3 %                 |
| 2001 | Norbert Pewestorff  | PDS       | 38,0 %                 |
| 1999 | Jochen Querengässer | PDS       | 37,7 %                 |
| 1995 | Elke Baum           | PDS       | 30,9 %                 |